# Duma Bojarska

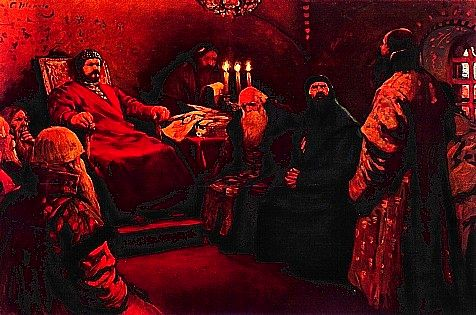
Duma Bojarska

Duma Bojarska (ros. Боярская дума) – kolegialny organ doradczy wielkich książąt moskiewskich i carów Rosji.
W jej skład wchodzili reprezentanci rosyjskich warstw uprzywilejowanych: bojarzy, diakowie i dworianie. Wraz z Soborem Ziemskim stanowiła reprezentację społeczeństwa wobec cara. W przypadku bezkrólewia Duma Bojarska przejmowała kolegialnie kompetencje władcy aż do czasu obioru jego następcy. W 1711 roku car Piotr I Wielki zniósł Dumę, wprowadzając w jej miejsce Senat Rządzący.